# 人民万岁
《人民万岁》是中央新影集团、中共宁夏自治区党委宣传部、中共福建省委宣传部和中华人民共和国国史学会摄制，华夏电影发行有限责任公司出品并发行的一部纪录片，于2023年12月26日上映。
本片是一部以毛泽东和中国人民为叙事主题的纪录片，本片采用了大量经过现代化技术修复的独家影像素材，为纪念毛泽东诞辰130周年之作。
本片片名来源于毛泽东曾说过的一句话。在中华人民共和国开国大典上群众高呼“毛主席万岁”，毛泽东则回应“人民万岁”“同志们万岁”。